# Mali i Thatë
Mali i Thatë (makedonsk: Сува Гора, Suva Gora ; aromunsk: Malethate, Malethata) er et bjerg i præfekturet Korçë (præfektur) i det sydøstlige Albanien, og en del i den sydvestlige del af Nordmakedonien (kendt med navnet Galicica og erklæret en nationalpark) der når op i en højde af 2.287 meter. Det grænser op til Prespasøen i øst, søen Ohrid i nordvest og har udsigt over byen Pogradec mod vest. Det strækker sig 25 km fra nord til syd og er 8 km bred i sin centrale del. Mali i Thatës højeste top er Pllaja e Pusit og når en højde på 2.287 meter over havets overflade. Det findes i Albanien, tæt på den makedonske grænse. Fra toppen er der udsigt til flere bjerge i Albanien, søerne Ohrid- og Prespasøen ses såvel som den tredje højeste top i Nordmakedonien, Bababjerget (2.601 m). Bjerget består af mesozoiske kalkstensformationer. Mali i Thatë har porøse skråninger (især den vestlige flade), mens dens kam er næsten flad, men fuld af karstiske hulrum.
Vegetationen består primært af alpine enge, mens der på østsiden findes bøg, egetræ og buskskove. I nærheden af den albanske landsby Goricë er jorden rig på jernbauxit og kridtmineraler.  Under det albanske oprør i 1911 besejrede Spiro Bellkamenis tropper et osmannisk kontingent i Mali i Thatë.